# تجمع شعب عمر (المحفد)

تعديل مصدري - تعديل

تجمع شعب عمر هو "تجمع بدوي" في  عزلة المحفد بمديرية المحفد التابعة لمحافظة أبين، بلغ تعداد سكانها 77 نسمة حسب تعداد اليمن لعام 2004.